# Swiftgate
Se conoció como swiftgate a un escándalo político en Argentina de diciembre de 1990, que involucró a funcionarios del gobierno nacional a cargo del entonces presidente Carlos Menem con respecto al pago de una comisión para la instalación de una planta de Swift Armour S.A. La salida a la luz de los hechos, con interés de la embajada de los Estados Unidos, provocó la dimisión de los funcionarios implicados. El gobierno argentino se esmeró en atender el caso con el objetivo de no dañar las relaciones entre ambos países.

## Hechos
En diciembre de 1990, el embajador Terence Todman, de Estados Unidos, envió una nota al gobierno argentino, en la que respaldó una denuncia recibida del frigorífico Swift, que se había quejado por un pedido de coima. La primicia periodística fue de Horacio Verbitsky en el diario Página/12, del domingo 6 de enero de 1991 y continuó por días. Mereció la respuesta, en persona, del presidente de la Nación, que los trató de "delincuentes periodísticos".
Como consecuencia de la crisis desatada, a finales de enero de 1991 todo el gabinete estuvo obligado a renunciar, también el asesor presidencial Emir Yoma debió renunciar a su cargo y Antonio Erman González dejó el Ministerio de Economía en manos del canciller, Domingo Felipe Cavallo.

escándalo político en Argentina (1990) Swiftgate